# بيتر إتش روسي
بيتر إتش روسي (بالإنجليزية: Peter H. Rossi)‏ هو عالم اجتماع وأستاذ جامعي أمريكي، ولد في 27 ديسمبر 1921 في نيويورك في الولايات المتحدة، وتوفي في 7 أكتوبر 2006 في أميرست في الولايات المتحدة.